# Daniel Passent
Daniel Passent (Passenstein; sinh ngày 28 tháng 4 năm 1938 tại Stanisławów, Ba Lan - ngày 14 tháng 2 năm 2022) là nhà báo và nhà văn Ba Lan. Ông là tác giả của blog En passant, một chuyên mục trên tờ Polityka hàng tuần của Ba Lan.

## Tiểu sử
Thời niên thiếu, Daniel Passent được một gia đình Ba Lan cứu thoát khỏi thảm họa Holocaust do ông là người Do thái.
Từ năm 1950 đến năm 1960, Passent theo học ngành báo chí tại Đại học Warszawa, Đại học Bang Saint Petersburg, Đại học Princeton và Đại học Harvard. Ông viết cho tạp chí thanh niên cộng sản Sztandar Młodych khi học năm thứ hai tại Đại học Warszawa năm 1956. Ông nảy sinh tình cảm với nhà thơ Agnieszka Osiecka. Từ năm 1959, ông làm việc cho tuần báo Polityka của Ba Lan. Từ năm 1990 đến năm 1997, ông là nhà báo tác nghiệp ở Boston cho tạp chí hàng tháng El Diario Mundial của Tây Ban Nha. Từ năm 1997 đến năm 2002, Passent là đại sứ Ba Lan tại Chile.
Ngoài các bài báo và chuyên mục của mình, Passent còn viết một số cuốn sách về Chiến tranh Việt Nam, Thế vận hội Olympic Mùa hè 1972 ở Munich, về vấn nạn ma túy ở Hoa Kỳ, về vận động viên quần vợt đẳng cấp thế giới người Ba Lan Wojciech Fibak. Ông cũng dịch sách của James Baldwin và Martin Luther King Jr. sang tiếng Ba Lan. Ông có thể giao tiếp bằng tiếng Ba Lan, tiếng Anh, tiếng Đức, tiếng Tây Ban Nha và tiếng Nga.
Năm 1997, Passent được trao Huân chương Polonia Restituta.